# Quand j'étais vieux
Quand j'étais vieux est une œuvre autobiographique de Georges Simenon, publiée pour la première fois aux Presses de la Cité en avril 1970.
L'œuvre est dictée au Château d'Echandens (Vaud) entre 1960 et 1963. Elle se compose de trois cahiers, écrits au château d’Echandens (Vaud) de 1960 à 1963. Cahier I du 25 juin au 11 août 1960. Cahier II du 28 août 1960 au 4 février 1961. Cahier III du 11 février 1961 au 12 avril 1962, achevé le 15 février 1963.

## Résumé
« En 1960, 1961 et 1962, pour des raisons personnelles ou pour des raisons que je ne connais pas, je me suis senti vieux et je me suis mis à écrire dans des cahiers. J’approchais de la soixantaine. J’aurai bientôt soixante-sept ans et il y a longtemps que je ne me sens plus vieux. Je n’éprouve plus le besoin d’écrire dans des cahiers et j’ai donné à mes enfants ceux qui restaient inemployés. »
Epalinges, le 24 décembre 1969.

## Aspects particuliers du roman
Il évoque (4 janvier 1961) l'influence qu'a eue sur lui le journal de la FGTB liégeoise La Wallonie, nomme André Renard, et auparavant (30 décembre 1960), la grève de 1960-1961 dont les images le font souffrir.